# ハンス・G・F・グロス

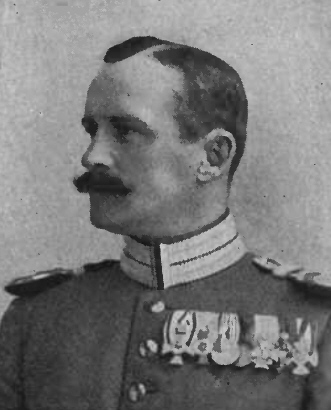
ハンス・G・F・グロス

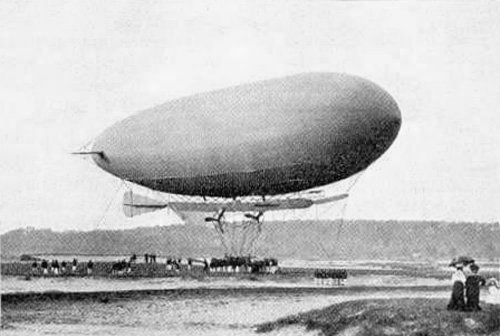
1908年のM I

ハンス・ゲオルク・フリードリヒ・グロス（Hans Georg Friedrich Groß、1860年5月4日 - 1924年2月27日）は、ドイツの軍人で気球、飛行船の製作者である。1900年代の初めにドイツで最初の軍用の半硬式飛行船を開発した。
1886年、技術士官から航空部門に転属したことから航空との関わりを持つことになった。ドイツ航空振興協会（Deutsche Verein zur Förderung der Luftschifffahrt ）に参加し、後に名誉会員となった。1890年代にはリヒャルト・アスマンによって創められた気象研究のための気球のパイロットを務め、28回の気球飛行を行なった。ガス気球、フンボルト号を製作し、フンボルト号は1893年4月26日に、電気放電によって爆発するまでに、6回の飛行を行なった。次にジョン・ワイズによって発明された排気弁を備えたフェニクス号を製作し、フェニクス号は1894年12月4日、9,155mの気球の高度記録を樹立した。1904年までにドイツ人としては最多の175回の気球飛行を行った。1895年頃に、ダーフィット・シュヴァルツの硬式飛行船の開発を支援した。
1906年にプロシア王立飛行船第2旅団の司令官となった。ニコラウス・バゼナッハとともに、ドイツ最初の軍用のキールを持つ半硬式飛行船の実験機の開発を始めた。この構造はグロス＝バゼナッハ式と呼ばれるようになり実験機は1907年5月7日に初飛行した。実用機としてM Iが1907年5月7日に初飛行し、1908年6月30日に初飛行したM VIまで製作された。M Iは1907年9月11日から、12日にかけて13時間を超える飛行を行ない300kmの距離記録を樹立した。1918年に少将で退役した。